# Daños punitivos
Los daños punitivos son un remedio dado por un tribunal de equidad en una demanda. Se usa cuando un tribunal cree que el acusado necesita más castigo para ser reformado o cuando se le impide hacer la acción que causó que se le demandara.